# إضافة سيليل هيدروجينية
إضافة السيليل الهيدروجينية (ملاحظة 1) هو تفاعل كيميائي يتضمن إضافة الرابطة Si-H إلى مركب عضوي غير مشبع. عادة ما يجرى هذا التفاعل بوجود حفاز وذلك على العكس من تفاعل إضافة البورون الهيدروجينية. وذلك غالباً باستخدام حفاز من البلاتين في عملية تحفيز متجانس.
مثال على هذا التفاعل: